# Mavi Vatan

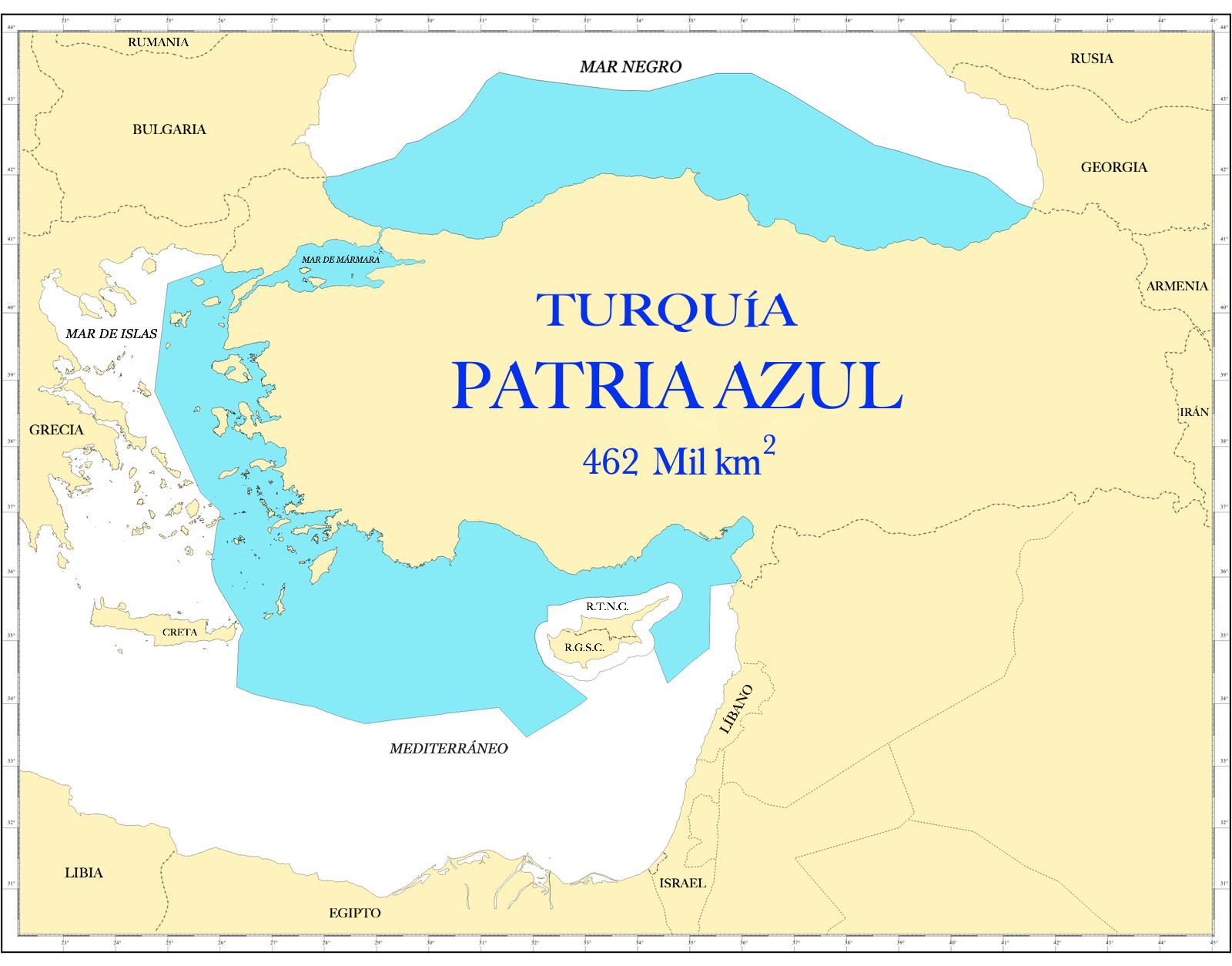
«Patria azul» de Turquía con sus aguas ampliadas

La griega isla de Kastelorizo, a 3 km del litoral turco, impide que Turquía pueda extender sus aguas en esa zona más allá de la costa inmediata

Grecia
TurquíaAguas territoriales y espacio aéreo nacional de 12 millas náuticas, reconocido por la Convención del Derecho del Mar, del cual Turquía no es signataria.

Delimitaciones del Mediterráneo occidental
actuales
reivindicadas por Turquía

La doctrina Mavi Vatan (literalmente en turco, 'Patria Azul') es un concepto jurídico y político de carácter expansionista e irredentista, cuyo teórico fundamental es Cihat Yaycı, almirante de la Armada de Turquía, y más tarde desarrollado por Cem Gurdeniz en 2006. Según esta doctrina, la República de Turquía tiene derecho a reivindicar aguas del Mar Negro en el norte, el Egeo en el oeste, y el Mediterráneo en el sur. Esta doctrina va en contra de la Convención de las Naciones Unidas sobre el Derecho del Mar, firmada en 1982 por una mayoría de países del mundo, entre los cuales no figura Turquía precisamente por esta cuestión.

## Historia
El 2 de septiembre de 2019, el presidente de Turquía, Recep Tayyip Erdoğan, apareció en una fotografía con un mapa que representaba casi la mitad del mar Egeo y un área hasta la costa este de Creta como pertenecientes a Turquía. El mapa se mostró durante una ceremonia oficial en la Universidad de Defensa Nacional de Turquía en Estambul y muestra un área denominada "Patria azul de Turquía" que se extiende hasta la línea media del mar Egeo, incluidas las islas griegas en esa parte del mar, sin ninguna indicación de las aguas territoriales griegas a su alrededor.
El 13 de noviembre de ese mismo año, Turquía presentó ante las Naciones Unidas una serie de reclamos de zonas económicas exclusivas en el Mediterráneo Oriental que están en conflicto con los reclamos griegos de las mismas áreas, incluida una zona marítima que se extiende hacia el oeste desde el sureste de la isla de Rodas y al sur de Creta. Los reclamos turcos se hicieron en una carta oficial del Representante Permanente de Turquía ante la ONU, Feridun Sinirlioğlu, que refleja la noción de Ankara de una «Patria Azul» (Mavi Vatan). Grecia condenó estas acusaciones como legalmente infundadas, incorrectas y arbitrarias, y una violación total de la soberanía griega.